# 브룩스 로빈슨
브룩스 캘버트 로빈슨 주니어(영어: Brooks Calbert Robinson, Jr., 1937년 5월 18일~2023년 9월 26일)은 메이저 리그 베이스볼에서 활약한 미국의 전 야구 선수이다. 그는 그의 메이저 리그 전 22년 경력을 볼티모어 오리올스에서만 뛰었다(1955-1977). 별명은 '인간 진공 청소기'(The Human Vacuum Cleaner)였고, 그는 역대 최고의 3루수 수비를 보여준 선수 중 한 선수로 칭송받는다. 그는 선수 시절 골드 글러브 상을 16회 연속 수상했고, 은퇴 후에는 1983년 야구 명예의 전당에 입성하였다.

## 어린 시절
로빈슨은 아칸소주 리틀록에서 브룩스 캘버트 1세와 에셀 메이 로빈슨 사이에 태어났다. 그의 부친은 리틀록에 있는 콜로니얼 제과점을 위하여 일하고, 후에 리틀록 소방국의 대장이 되었다. 모친은 시어스 루벅 앤드 컴퍼니를 위하여 일하고, 그러고나서 주 의사당에서 관리인을 지냈다. 부친은 준프로 팀을 위하여 2루수로 활약하였다. 어린 브룩스 로빈슨 주니어는 자전거를 타며 아칸소 가제트 신문을 배달하고 또한 레이마 포터 필드에서 득점 게시판을 운영하며 청량음료를 팔기도 하였다.
1955년 5월 7일 자신이 파예트빌에서 아칸소 레이저백스 야구 프로그램을 위하여 정찰된 리틀록 고등학교를 졸업한 후, 그는 그해 남아메리카와 1957년 쿠바에서 야구를 하였다. 1956~57의 오프 시즌에서, 그러고나서 다시 1958년 그는 경영학을 전공한 리틀록 대학교에서 2개의 겨울 학기들에 참석하였다. 그는 1959년 육군으로 가 자신이 미국 육군에 징병되기 바로 전에 아칸소 주군에 입대하였다.

## 경력
로빈슨은 1955년 자유 계약 선수로서 볼티모어 오리올스에 의하여 계약되었다. 그는 그해 9월 17일 워싱턴 세네이터스를 상대로 메모리얼 스타디움에서 자신의 첫 출연을 하여 정렬에서 6번째 이닝을 타구하였다. 그는 3 대 1의 우승에서 8회에 1루에 득점을 몰고 있는 동안 자신의 첫 안타를 위하여 척 스톱스에 4회에서 1루타를 쳐 타점과 함께 2 루 4 타로 갔다. 1964년 로빈슨은 공격적으로 자신의 최고 시즌을 가져 28개의 홈런과 함께 .318의 타구 평균을 위하여 안타를 치고 118개의 타점과 함께 리그를 지도하여 아메리칸 리그의 MVP 상을 수상하였다. 아메리칸 리그 MVP 투표에서 그는 미키 맨틀이 2위를 하면서 20개의 1위 투표들 중에 18개를 받았다. 1966년 그는 올스타 경기의 MVP로 투표되었고, 오리올스가 로스앤젤레스 다저스를 상대로 월드 시리즈를 우승하면서 아메리칸 리그 MVP 상 투표에서 동료 선수 프랭크 로빈슨에 밀려 2위를 하였다.
1970년 공식전 이후의 시즌에 로빈슨은 미네소타 트윈스를 상대로 아메리칸 리그 챔피언십에서 .583의 타구 평균을 위하여 안타하였다. 신시내티 레즈를 상대로 1970년 월드 시리즈에서 로빈슨은 2개의 홈런과 함께 .429의 타구 평균을 가졌는 데 그 일은 뛰어난 3루에서 그의 방어적 용맹이었으며, 분명한 안타들의 레즈를 훔친 시리즈가 열리는 동안 몇몇의 인상적 활약을 이루었다. 그는 SPORT에 의하여 자신의 상연으로 월드 시리즈 MVP 상을 수상함은 물론 그해의 최고 프로 선수로서 히콕 벨트를 타기도 하였다. 월드 시리즈가 끝난 후, 레즈의 감독 스파키 앤더슨은 "나는 내가 잠들 때 브룩스를 보기 시작하였다. 내가 종이판에 이것을 떨어뜨렸다면 그는 하나의 바운드에 그것을 주워 나에게 먼저 던졌을 것이다." 라고 말하였다.
자신의 선수 경력에서 로빈슨은 15개의 연속적 해(1960~74)에 올스타 팀으로 선발되었고, 4개의 월드 시리즈에서 활약하였다. 그는 2,848개의 안타, 268개의 홈런과 1357개의 타점과 함께 .267의 경력 타구 평균을 수집하였다. 로빈슨은 11번의 기록과 함께 수비율에서 아메리칸 리그를 이끌고 은퇴할 무렵에 그의 .971의 경력 수비율은 3루수를 위하여 가장 높았다. 그의 총계로 봐서 3루에서 활약한 2870개의 경기들, 2679개의 경력 척살, 6205개의 경력 보살, 8902개의 경력 챈스와 618개의 2루타 경기들은 그의 퇴직 당시 3루수로서의 기록들이었다. 하나의 팀과 함께 로빈슨의 23개의 시즌들은 칼 야스트렘스키에 의하여 동점이 매겨진 이래 메이저 리그 신기록이었다. 야스트렘스키 (3308), 행크 에런 (3076)과 스탠 뮤지얼 (3026)는 단 하나의 프랜차이즈를 위하여 더 많은 경기들을 활약하였다. 느린 주자인 로빈슨은 또한 메이저 리그 기록인 자신의 경력 동안 4개의 3루타 경기들로 안타를 쳤다. 그는 1973년에 했듯이 하나의 시즌에서 2개의 3루타 경기들을 시작한 첫 선수이다. 로빈슨은 1977년 8월 5일 애너하임 스타디움에서 자신의 최종적 타구 출연을 하여 8번째 이닝의 정상에서 마크 벨랜저를 위하여 대타자로 나섰다. 그는 키코 가르시아에 의하여 대체되기 전에 자신의 하나의 출연에서 라인아웃 하였다. 로빈슨은 8일 후 오클랜드 애슬레틱스를 상대로 메모리얼 스타디움에서 메이저 리그에 자신의 마지막 출연을 하였다. 그는 토니 뮤저를 위하여 대타자로 나선 단 하나에 앨 범브리를 위하여 대타자로 들어갔다.

## 은퇴
오리올스가 자신의 팀 명예의 전당을 시작할 때 브룩스와 프랭크 로빈슨은 헌액된 첫 2명의 선수였다. 선수로서 자신의 은퇴에 이어 그는 오리올스의 텔레비전 방송을 위하여 해설자로서 성공적인 경력을 시작하였다. 1982년 볼티모어에서 지방 텔레비전 WMAR의 전파 방송된 뉴스 팀이 파업에 들어가 야구 시즌에 접근한 2달간 방송국 본부를 감시하였다. 로빈슨이 감시 라인을 건너는 것을 거부할 때 WMAR 경영 간부는 협상들에 응답하고 파업은 다음날 끝났다.

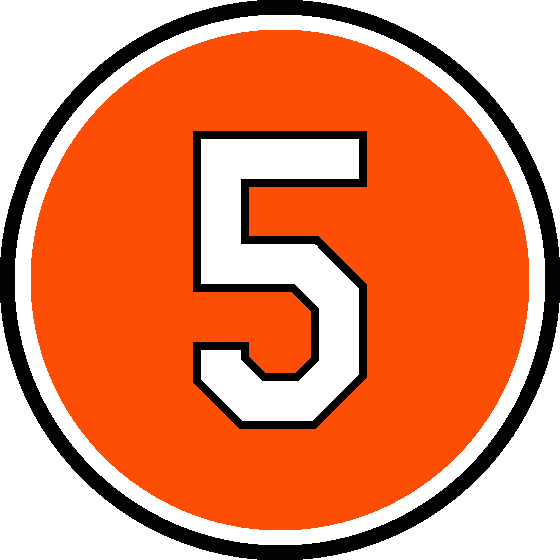
볼티모어 오리올스에 의하여 영구 결번된 로빈슨의 등번호 5

## 명예
1977년 자신의 최종 시즌의 마감에서 그의 등번호 5는 오리올스에 의하여 영구 결번되었다. 로빈슨은 1983년 미국 야구 명예의 전당으로 선출되어 첫 비밀 투표에서 명예를 얻은 16명의 선수들 만의 하나였다. 사상 거대한 오리올스 선수들 중에 숙고된 로빈슨과 보통 위대하게 숙고된 볼티모어 콜츠의 미식축구 선수 조니 유니타스는 볼티모어의 메모리얼 스타디움에 있는 로비에서 그들의 명판을 가졌다. 1991년 10월 6일 오리올스가 거기서 자신들의 마지막 경기를 가질 때 로빈슨과 유니타스는 기념적 첫 공들을 던지는 데 초청되었다. 경기의 마감 후, 119명의 전 오리올스 선수들이 자신들의 시기에 입던 유니폼으로 필드에 나와 자신들의 전 위치들에 섰다. 로빈슨은 필드로 나오는 데 첫 선수로 선택되었다.
1999년 그는 스포팅 뉴스의 100명의 거대한 야구 선수들의 명단에 80위로 왔고 메이저 리그 베이스볼 올센추리 팀으로 선출되었다.
스카우팅의 장기적 후원자인 로빈슨은 볼티모어 지역 의회의 행정부, 보이스카우트 어브 아메리카에 많은 세월 동안 근무하였고 실버 비버 상의 수상자이다. 2006년 12월 5일 그는 자신이 보비 브래건 청소년 협회 일생 공로 상을 받을 때 자신의 수행들이 필드에 나오고 나갔던 것을 인정되었다. 2007년 5월 16일 메릴랜드주 파이크스빌에 있는 도로 레이디오 타워 드라이브는 로빈슨의 70세 생일의 명예에 브룩스 로빈슨 드라이브로 다시 이름이 지어졌다.

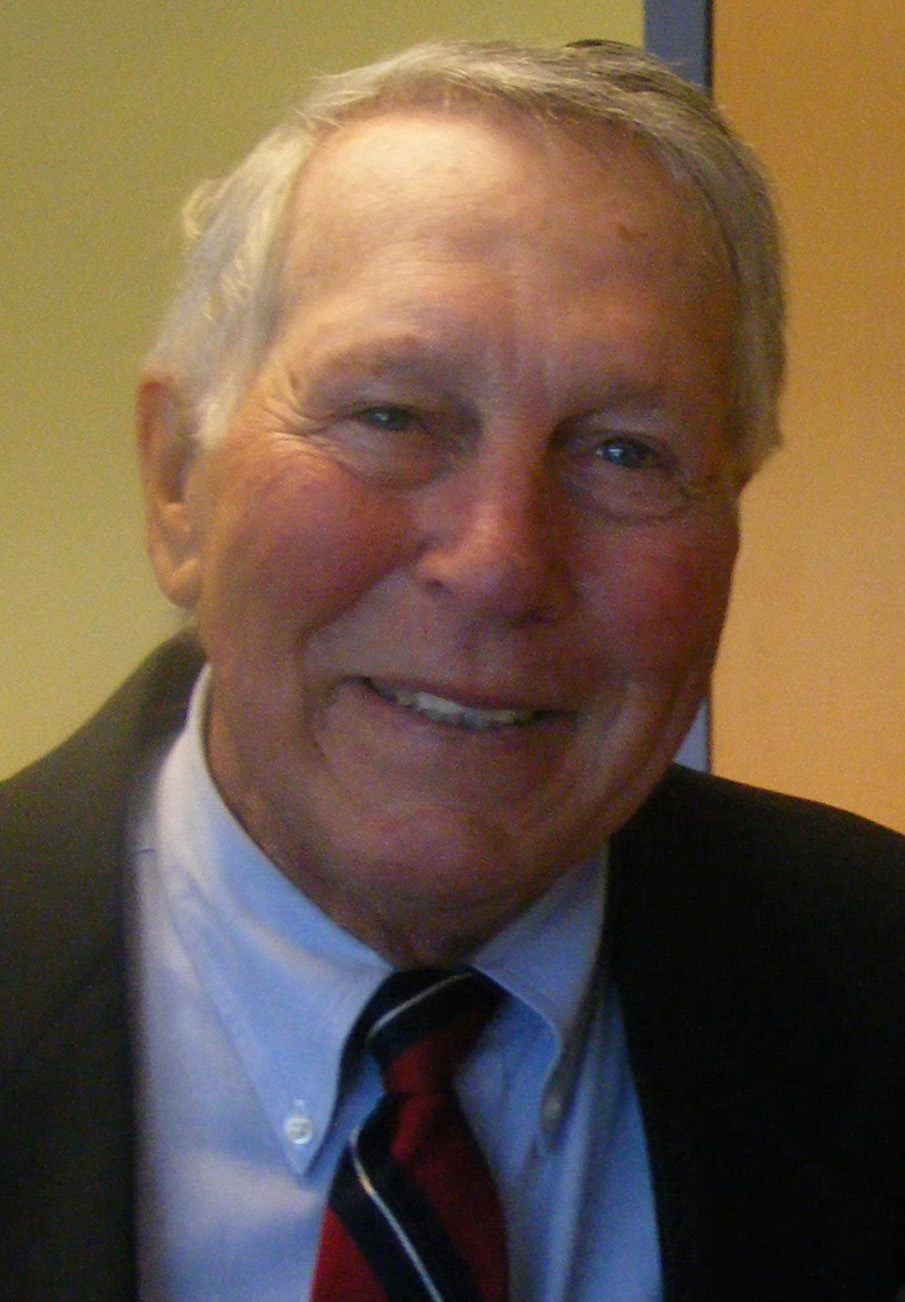
2010년의 로빈슨

2008년 7월 2일 로빈슨이 자신의 출발을 얻은 펜실베이니아주 요크에 있는 마이너 리그 팀은 올타임 롤링스 골드 글러브 팀에 일원으로서 투표되기 위하여 그에게 명예를 준 식전을 개최하였다. 상은 롤링스에 의하여 창조되고 상의 황금 기념일을 축제 벌이는 데 팬들에 의하여 투표되었다.
2011년 10월 2일 로빈슨이 1루에 던지는 것을 준비하는 것을 묘사한 동상이 다운타운 볼티모어에 있는 워싱턴 불버드에서 제막식을 거행하였다. 동상은 1,500 파운드 이상의 무게를 가졌고 필더의 글러브에 황금을 제외하고 어두운 회색이었으며, 캠던 야드 오리올 파크에 있는 베이브 루스의 동상으로부터 대략 200 야드 떨어져 있다.
2012년 9월 29일 오리올스는 볼파크이 20세기 동안 오리올스 전설들의 기념식 시리즈의 일부로서 캠던 야드 오리올 파크에 로빈슨의 실물보다 큰 동상을 제막하였다. 이전으로 거행식은 2012년 5월 12일로 예정되었으나 1월 27일 로빈슨이 무대에서 떨어진 후 아직도 서서히 회복하고 있던 이유로 다시 예정되었다.
2015년 로빈슨은 오리올스 프랜차이즈 4의 하나로서 선발되어 짐 파머, 프랭크 로빈슨과 칼 립켄 주니어와 더불어 오리올스 역사상 거대한 4명의 선수들로 인정되었다.